# La Romagne (Maine i Loara)
La Romagne – miejscowość i gmina we Francji, w regionie Kraj Loary, w departamencie Maine i Loara.
Według danych na rok 2010 gminę zamieszkiwały 1 763 osoby, a gęstość zaludnienia wynosiła 111 osób/km².